# Cosmarium tumidum
Cosmarium tumidum là một loài Song tinh tảo trong họ Desmidiaceae, thuộc chi Cosmarium.